# Luigi Lamberti
Luigi Lamberti (Reggio Emilia, 27 maggio 1759 – Milano, 4 dicembre 1813) è stato un poeta, scrittore e traduttore italiano.

## Biografia

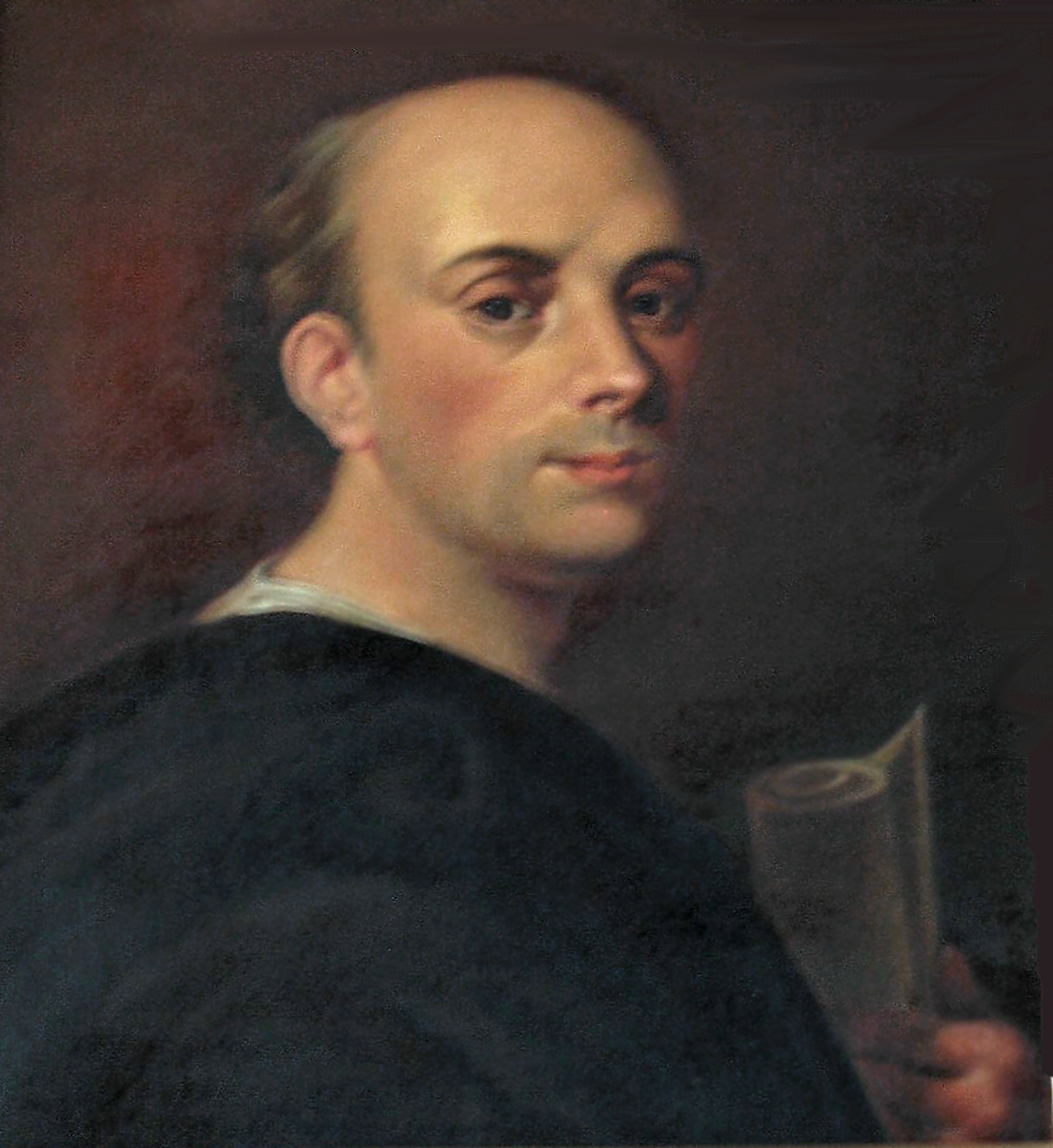
Scipione Piattoli

### I primi anni, la formazione, le prime opere
Primogenito di Francesco Lamberti e Chiara Bergonzi, studiò a Reggio Emilia presso i Gesuiti fino al 1773, quando con la soppressione della compagnia rimase ad occuparsi dei discenti don Gaetano Fantuzzi, sotto la cui guida completò il percorso scolastico. Obbedendo alla volontà del padre, intraprese studi di Legge all'Università di Modena, ma non aveva passione per la Giurisprudenza, tanto che non si laureò e seguì anzi le lezioni di eloquenza e greco tenute da due illustri docenti dell'Ateneo modenese, rispettivamente Luigi Cerretti e Scipione Piattoli.
Lamberti tornò poi per un breve periodo nella città natale, dove nel 1783 diede alle stampe una raccolta di sonetti, anonima, e apprezzata nell'ambiente reggiano, che gli valse la nomina a successore di Agostino Paradisi come segretario perpetuo dell'Accademia di scienze e lettere degli Ipocondriaci. In seguito, mal sopportando l'angusta realtà locale, partì con il fratello Jacopo (destinato a ricoprire un ruolo politico importante durante la dominazione napoleonica) per un viaggio che li portò nell'Italia settentrionale, a Parigi e a Lione.

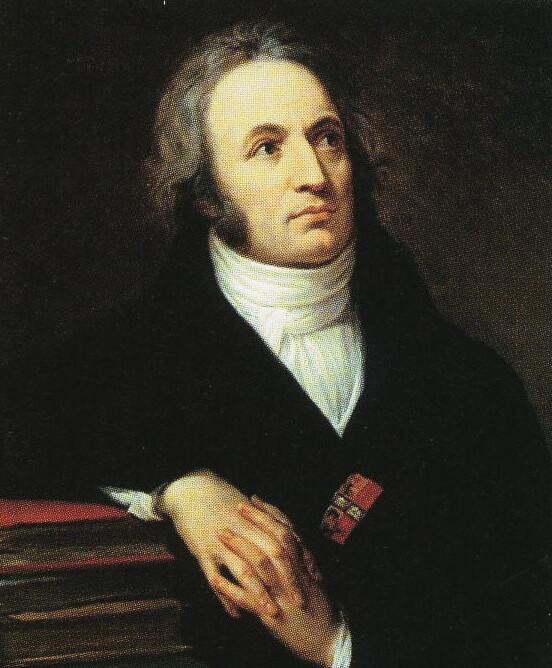
Vincenzo Monti

### Tra Ferrara e Roma
In riva al Rodano ricevette però una missiva del padre in cui si intimava ai due di tornare a Reggio. Così fecero, ma molto presto Lamberti partì alla volta di Roma. Si poté dedicare più liberamente alle lettere, perfezionò il greco antico, entrò in Arcadia con il nome di Musonio Filagense nel 1784 e conobbe Vincenzo Monti, con cui strinse subito una duratura amicizia. Nel 1785 Lamberti divenne segretario di monsignor Vidoni, vicelegato di Ferrara, forse anche grazie all'interessamento del Monti. A Ferrara continuò a consacrarsi alla letteratura, dedicando le Versioni dal greco (le sue prime traduzioni poetiche, condotte su vari autori, tra cui l'Omero dell'inno a Cerere, Alceo, Anacreonte e Teocrito) alla contessa Orintia Romagnoli Sacrati, anch'essa arcade, del cui salotto era un habitué.
Licenziato dal Vidoni con il quale, geloso del rapporto che il suo segretario aveva instaurato con la contessa, si era creata una tensione crescente, Lamberti tornò a Roma, povero e malato, e divenne amante della baronessa Laura Astalli Piccolomini, con cui trascorse alcuni mesi nel feudo di Sambuci. Nuovamente a Roma, fece la fondamentale conoscenza dell'archeologo Ennio Quirino Visconti e del grecista Raimondo Cunich, che nel 1776 aveva tradotto in latino l'Iliade. Grazie a loro approfondì l'amore per l'antichità e soprattutto per la cultura greca, coltivati sin dall'infanzia. L'intercessione di Visconti gli fece ottenere il posto di maestro di camera del principe mecenate Marcantonio Borghese, Cunich spronò il giovane a intraprendere altre traduzioni dal greco.
Così, Lamberti diede nel 1796 alle stampe la sua versione dell'Edipo re sofocleo, in un anno che lo vide fornire un segno tangibile anche della collaborazione con Visconti, attraverso l'opera Scolture del palazzo della villa Borghese, detta Pinciana, brevemente descritte, curata assieme a lui. Sempre nel 1796 pubblicò le Poesie, in cui l'impronta neoclassica risentiva della lezione sensistica e pariniana, e che furono presenti al Foscolo dei sonetti del 1802 come alla sua ode A Luigia Pallavicini caduta da cavallo, la quale annovera, tra i testi ispiratori, l'ode lambertiana I Cocchi.
Carducci rilevò che il verso finale del sonetto foscoliano Così gli interi giorni in lungo incerto, « Luce degli occhi miei, chi mi t'asconde? », è identico al v. 87 del Lamento di Dafni, idillio già pubblicato dal poeta reggiano nel 1788 e riproposto nelle Poesie. Secondo Carducci, oltre all'ultimo verso, « la principal situazione di tutto il sonetto, è del Lamberti nel Lamento di Dafni », e nel medesimo scritto così affermava: « E forse che l'eleganza allucignolata del Lamberti, buon traduttore, del resto, dal greco, e che sapea le veneri latine lavare nelle chiare fresche e dolci acque del toscanesimo classico, forse che, dico, la eleganza del Lamberti gli fu [a Foscolo] guida traverso i cinquecentisti [...] fino al Petrarca ».

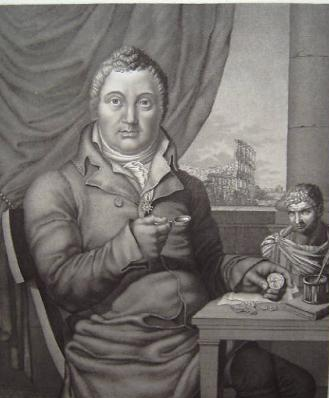
Ennio Quirino Visconti

Con l'instaurarsi della Repubblica Romana (1798) Lamberti, tramite i contatti di Visconti, assunse un ruolo di rilievo a livello politico, diventando membro del Tribunato e dell'Istituto nazionale di scienze ed arti; fu tra gli estensori di progetti di legge e promosse alcune mozioni, come quella che vietava l'uscita delle opere d'arte dalla città capitolina. La sua attività pubblica si concretizzò anche nella collaborazione al Monitore di Roma, giornale repubblicano di Urbano Lampredi, sulle cui pagine comparvero un suo Credo repubblicano in cui dava sfogo a un anticlericalismo già da tempo nutrito e un Dialogo tra una cedola e un fico.

### In Francia
Crollata l'effimera Repubblica Lamberti fuggì, guadagnando Marsiglia in compagnia di Visconti e molti altri esuli. A Marsiglia aderì al gruppo dei patrioti radicali, speranzosi in una pronta riconquista francese di Roma; sottopose quindi assieme a Bruner, Jacoucci e Martelli a Napoleone un piano per spronarlo a raggiungere questo scopo. Intanto però Lamberti passò a Parigi, e finì con l'accettare il Colpo di Stato del 18 brumaio (9 novembre 1799), con cui Bonaparte dava vita al Consolato, avviandosi verso la dittatura. Nella capitale francese Lamberti venne impiegato nella stamperia dei fratelli Piranesi.
La sua traduzione dei Cantici di Tirteo, edita nel 1801, segna il passaggio da un ellenismo di stampo "belletristico", alieno da ogni rapporto con la vita civile, a un ellenismo eroico, politicamente impegnato, tipico di una linea - seguita in quel periodo da vari autori - che vede l'Antica Grecia come un crogiuolo « di passioni e di conflitti civili, un universo virile, magnanimo, ferreo ». Nelle pagine premesse alla traduzione di Tirteo, il poeta greco, « poco o nulla esperto delle cose di guerra », che « per accendere gagliardamente il valore degli uomini, ai quali era preposto, chiamò in suo ajuto le forze della poesia, di cui egli era solenne maestro », è emblema del letterato e della sua funzione civile.

### A Milano
A partire dal 1801, data in cui lasciò Parigi per tornare in patria, la sua adesione al regime napoleonico si fece esplicita; al primo Console dedicò l'ode La Speranza e godette come Monti di notevole favore nella Milano del tempo. Nel 1801 gli furono assegnate la cattedra di eloquenza e la carica di prefetto agli studi a Brera, tenute fino a due anni prima da Giuseppe Parini; la sua orazione inaugurale, Discorso sulle belle lettere, propugnò con chiarezza l'idea di una letteratura impegnata civilmente. Come nella prefazione ai Cantici di Tirteo, essa poteva realizzarsi attraverso il recupero della Grecia Antica. Lamberti si dedicò negli anni successivi a una "poesia politica", entrando al contempo nel Collegio elettorale dei dotti (1802) e nell'Istituto nazionale della Repubblica italiana (1803). Dal 1803 fu direttore della Biblioteca Braidense.
Le composizioni poetiche del primo decennio vollero obbedire all'esigenza di dare un valore politico alla letteratura, e ci furono versi d'occasione dedicati a Napoleone ed Eugenio di Beauharnais, divenuto viceré d'Italia nel 1805.

### Gli epigrammi foscoliani

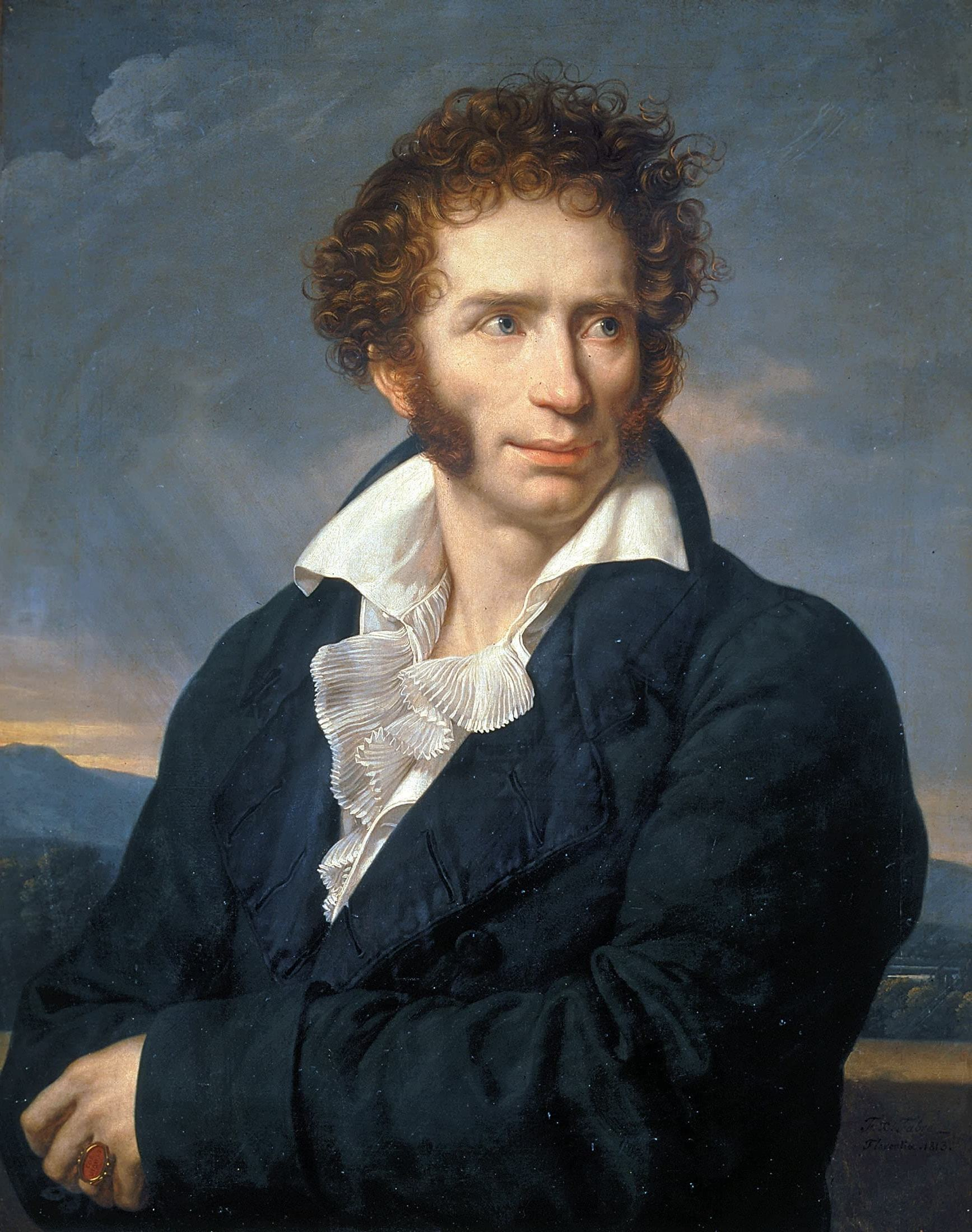
Ugo Foscolo

Si ruppe in quegli anni l'amicizia che lo legava a Ugo Foscolo, il quale attaccò Lamberti in quattro sarcastici epigrammi a lui comunemente attribuiti. Sono stati pubblicati rispettivamente con il titolo generico di Strambotto (attacca i versi d'occasione composti da Lamberti e Monti per la nascita della figlia di Eugenio di Beauharnais, avvenuta nel 1806. Non è facilmente databile, ma potrebbe risalire agli anni immediatamente successivi al parto come al periodo inglese di Foscolo, cioè essere posteriore al 1816), Contro Luigi Lamberti (non precedente al 1809, vista l'allusione all'« Omero laboriosissimo », cioè all'edizione dell'Iliade, pubblicata da Lamberti in quell'anno), Contro il Paradisi, il Lamberti, il Monti, il Lampredi (collocabile tra il 1810 e il 1812) e ancora Contro Luigi Lamberti (scritto tra la fine del 1811 e il 1812). Lamberti viene condannato in quanto poeta cortigiano, collega come tale del Monti (nello Strambotto e in Contro il Paradisi, il Lamberti, il Monti e il Lampredi). La satira colpisce anche la sua attività filologica; questo il primo Contro Luigi Lamberti:
(U. Foscolo, Contro Luigi Lamberti)
In Contro il Paradisi, il Lamberti, il Monti, il Lampredi, dove la cifra comune agli autori citati è l'adulazione, Lamberti compare al v. 3: « Chi legge i versi del Priscian Lamberto? »; secondo Guido Bezzola Foscolo potrebbe qui accennare alle Osservazioni su le particelle della lingua italiana raccolte dal Cinonio, illustrate ed accresciute, da Lamberti pubblicate tra il 1809 e il 1813.
Ancora polemico si mostrò il Foscolo nell'epigramma databile alla fine del 1811 o all'inizio dell'anno successivo, visto il riferimento alla tragedia Aiace, rappresentata per la prima volta l'11 dicembre 1811:
(U. Foscolo, Contro Luigi Lamberti)
Gli epigrammi si riallacciano a un periodo di dispute letterarie che oppose, nella temperie culturale milanese tra il 1810 e il 1812, Foscolo da un lato e autori cari al regime dall'altro. Tra i giornali coinvolti nella querelle figura anche il Poligrafo, fondato da Lamberti e Monti nel 1811, sulle cui pagine Lampredi stampò diversi articoli anti-foscoliani. Il Poligrafo, foglio letterario « protetto dal governo e dalla cerchia del presidente del Senato », Giovanni Paradisi conterraneo di Lamberti, uscì settimanalmente fino al 1814, schierandosi su posizioni classiciste.

### Gli ultimi anni
Negli ultimi anni Lamberti si dedicò prevalentemente alla filologia, approntando un'edizione in tre volumi dell'Iliade - edita tra il 1808 e il 1809 -, cui aveva cominciato a lavorare nei primi anni del secolo, che fu finanziata da Francesco Melzi d'Eril e presentata di persona a Bonaparte nel 1810. Altri frutti dell'attività filologica furono le Poesie di greci scrittori recate in versi italiani (1808) e le Osservazioni sopra alcune lezioni dell'Iliade di Omero (1813).
Lamberti morì nel dicembre del 1813 nel quartiere milanese di Brera, nello stesso appartamento in cui era morto Parini.

## Opere
- Raccolta di sei Sonetti, Reggio Emilia, Davolio, 1783
- Versioni dal greco [traduzioni], Bassano, Remondini, 1786
- Imeneo. Canzone agl'illustrissimi sposi sig. caualiere Alessandro Squarzoni e signora Marianna Massari ferraresi, Roma, nella stamperia Pagliarini, 1787
- Il lamento di Dafni. Idillio, Venezia, nella stamperia Palese, 1788
- La Partenza. Ode, Parma, Bodoni, 1784
- Rendendosi monaca nell'insigne monastero de' SS. Domenico e Sisto in Roma la signora Donna Prudenza de' baroni Piccolomini. Ode di Luigi Lamberti, Parma, Bodoni, 1793
- L'Edipo re [traduzione della tragedia sofoclea], Parma, Bodoni, 1796
- Poesie, Parma, Bodoni, 1796
- Sculture del palazzo della Villa Borghese detta Pinciana brevemente descritte, Roma, nella stamperia Pagliarini, 1796
- Tyrtaiou Asmata. I cantici di Tirtéo tradotti ed illustrati da Luigi Lamberti, Parigi ed Argentina, Presso Treuttel e Würtz, 1801
- Discorso sulle belle lettere recitato il XXVI di Pratile dell'anno IX da Luigi Lamberti, Milano, Veladini, s.d. [1801?]
- Alla maestà di Napoleone I imperatore de' francesi e re d'Italia. Ode di Luigi Lamberti membro dell'istituto nazionale italiano, Milano, dalla Stamperia e fonderia del Genio, 1805
- Homerou Hymnos eis ten Demetran, En tei Parmei, typois tou Bodoniou, 1805 [contiene la traduzione dell'Inno a Cerere]
- Per le Auguste nozze di S. A. l. il Principe Eugenio ec. e S. A. R. Principessa Amelia Augusta di Baviera, 1806
- Poesie di greci scrittori recate in versi italiani da Luigi Lamberti, Brescia, Bettoni, 1806
- Alessandro in Armozia, azione scenica da rappresentarsi nel Regio Teatro alla Scala pel ritorno dell'armata italiana dalla guerra germanica, Milano, dalla Reale Stamperia, 1808
- Descrizione dei dipinti a buon fresco eseguiti dal signor cavaliere Andrea Appiani nella sala del trono del Real Palazzo di Milano, del cavaliere Luigi Lamberti con versione in francese, Milano, dalla Stamperia Reale, 1809
- La Vendemmia. Canzone del sig. Luigi Lamberti, Padova, Nicolò Zanon Bettoni, 1810
- [con Giovanni Paradisi e Urbano Lampredi] Lettera agli autori di un giudizio sopra alcune opere italiane, Milano, dalla tipografia Silvestri, 1811
- Osservazioni sopra alcune lezioni della Iliade di Omero del cav. L. Lamberti membro del R. Istituto, Milano, dalla Stamperia Reale, 1813